# فندق العنوان داون تاون
العنوان داون تاون هو فندق شاهق الارتفاع مكون من 63 طابقًا بارتفاع 302.2 مترًا (991 قدمًا) وناطحة سحاب سكنية في منطقة برج دبي التنموية في دبي، الإمارات العربية المتحدة. بني من قبل شركة إعمار العقارية ويقع بجوار برج خليفة.وهو فندق 5 نجوم يضم 196 شقة فندقية بالإضافة إلى 626 شقة مخدومة وتطل بعض الشقق على برج خليفة و نافورة دبي.ويضمّ مواقف سيارات يبلغ عددها 895 موقف.

## الموقع
يقع الفندق في داون تاون دبي بالقرب من برج خليفة و دبي مول و سوق البحار ويقع بالقرب من مواقف باصات وعدة محطات مترو منها محطة مترو داماك العقارية ومحطة مترو برج خليفة / دبي مول التي يمكن الوصول إليها خلال 10 دقائق بالسيارة. و مطار دبي الدولي الذي يبعد 15 دقيقة بالسيارة، و شارع الشيخ زايد E11 الذي يُسهّل وصول السكان إلى ابوظبي. 

## التصميم
يحتل البرج المركز 22 كأطول مبنى في دبي. وهو مبنى شاهق ضمن مشروع التطوير الضخم المسمى وسط مدينة دبي، والذي يتضمن برج خليفة. تم الانتهاء من البرج في أبريل 2008 بتكلفة 845 مليون درهم إماراتي، وكان وقتها سادس أطول مبنى في دبي.
يضم الفندق والمجمع السكني من فئة الخمس نجوم 196 غرفة و626 شقة فندقية. قربه من برج خليفة ونافورة دبي، جعله مشهورًا بتقديم بعض من أروع المناظر الفندقية في دبي.
وتمت الاستعانة بـ48 فناناً عالمياً و251 قطعة فنية لتشكيل مجموعة أعمال مميزة منها ثريا بطول أربعة أمتار تتدلى فوق الدرج الرئيس الضخم للفندق، ومنها أيضاً لوحة للفنان السوري نصر وارور الذي رسم لوحة بحبر الفضة على الورق، وصور للمصور جيري ومجموعة من الصور الفوتوغرافية على الألمنيوم.

## احتراق الفندق في ليلة رأس السنة الميلادية
في حوالي الساعة 21:00 بتوقيت الخليج يوم 31 ديسمبر 2015، اندلع حريق في الطابق العشرين من المبنى. الطابق الذي يعتقد أن الحريق قد بدأ فيه يضم أجنحة سكنية كما تم إخلاء دبي مول القريب كإجراء احترازي.وقد تم افتتاح الفندق مرة أخرى عام 2018 بعد تجديده.